# Высший земельный суд

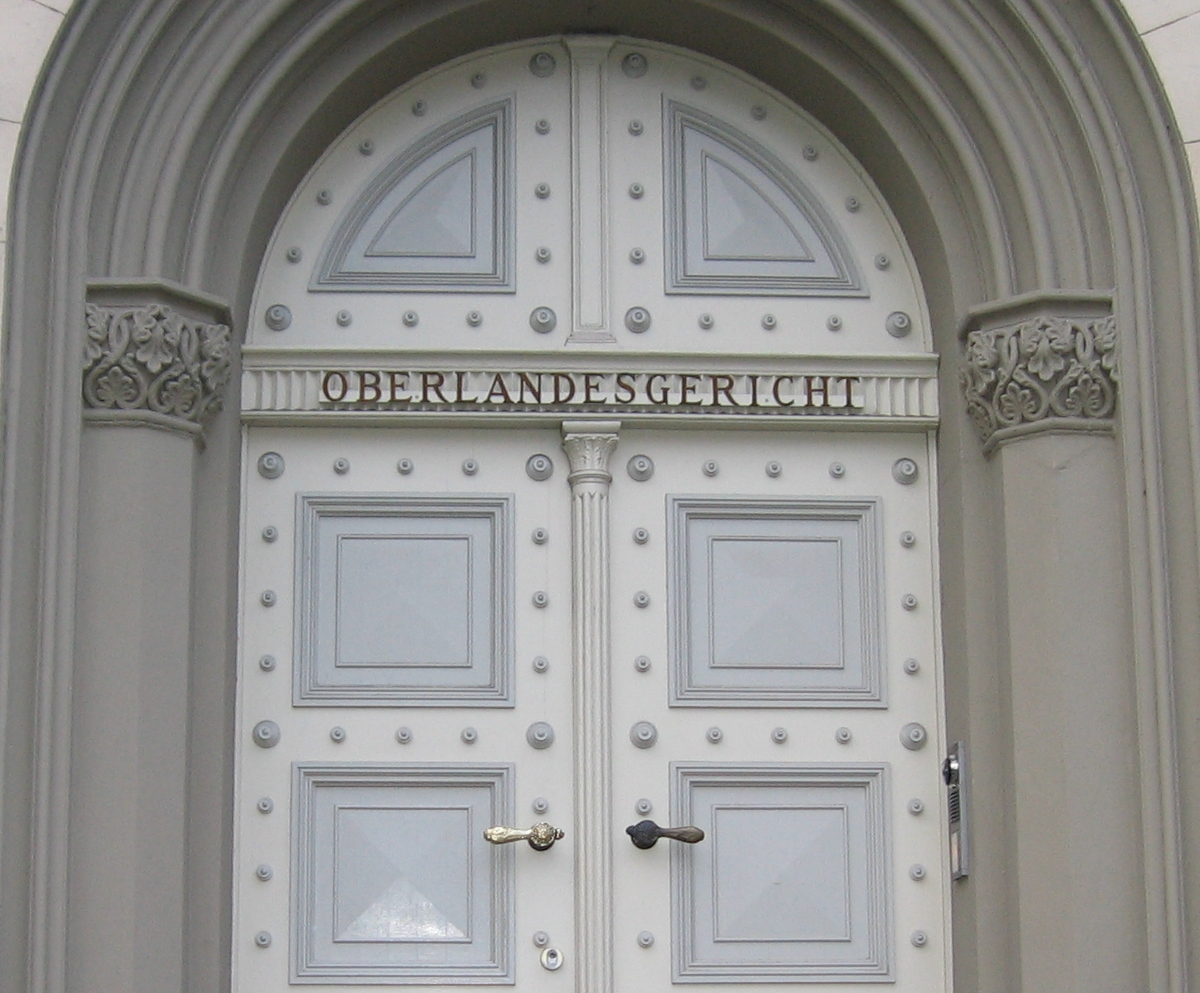
Вход в здание Высшего земельного суда в Целле

Высший земельный суд (нем. Oberlandesgericht) в Германии и Австрии — суд общей юрисдикции (нем. ordentliche Gerichtsbarkeit). В Швейцарии и Лихтенштейне аналогичную роль играют высшие суды.

## Высшие земельные суды в Германии
Каждый оберландесгерихт состоит из председателя, председательствующих судей (до 1967 года - председателей судебных составов) и судей (до 1967 года - советников оберландесгерихта (Oberlandesgerichtsrat, в Высшем земельном суде Берлина - kammergerichtsrat)). При каждом оберландесгерихте действовала генеральная прокуратура (generalstaatsanwaltschaft), состоящая из генерального прокурора (generalstaatsanwalt), обер-прокуроров (oberstaatsanwalt) и прокуроров (staatsanwalt).
Каждая из 16 федеральных земель Германии имеют как минимум по одному высшему суду, в Баден-Вюртемберге, Рейнланд-Пфальце — по два, в Баварии, Нижней Саксонии и Северном Рейне-Вестфалии — по три. Всего в ФРГ имеется 24 высших земельных судов.
| Высший земельный суд                       | Местонахождение       | Земля                         |
| ------------------------------------------ | --------------------- | ----------------------------- |
| Oberlandesgericht Hamm                     | Хамм                  | Северный Рейн-Вестфалия       |
| Oberlandesgericht München                  | Мюнхен                | Бавария                       |
| Oberlandesgericht Stuttgart                | Штутгарт              | Баден-Вюртемберг              |
| Oberlandesgericht Frankfurt am Main        | Франкфурт-на-Майне    | Гессен                        |
| Oberlandesgericht Düsseldorf               | Дюссельдорф           | Северный Рейн-Вестфалия       |
| Oberlandesgericht Karlsruhe                | Карлсруэ              | Баден-Вюртемберг              |
| Oberlandesgericht Dresden                  | Дрезден               | Саксония                      |
| Oberlandesgericht Köln                     | Кёльн                 | Северный Рейн-Вестфалия       |
| Oberlandesgericht Celle                    | Целле                 | Нижняя Саксония               |
| Kammergericht                              | Берлин                | Берлин                        |
| Oberlandesgericht Nürnberg                 | Нюрнберг              | Бавария                       |
| Schleswig-Holsteinisches Oberlandesgericht | Шлезвиг               | Шлезвиг-Гольштейн             |
| Oberlandesgericht Koblenz                  | Кобленц               | Рейнланд-Пфальц               |
| Brandenburgisches Oberlandesgericht        | Бранденбург-на-Хафеле | Бранденбург                   |
| Oberlandesgericht Oldenburg                | Ольденбург            | Нижняя Саксония               |
| Oberlandesgericht Naumburg                 | Наумбург              | Саксония-Анхальт              |
| Oberlandesgericht Bamberg                  | Бамберг               | Бавария                       |
| Thüringer Oberlandesgericht                | Йена                  | Тюрингия                      |
| Hanseatisches Oberlandesgericht            | Гамбург               | Гамбург                       |
| Oberlandesgericht Rostock                  | Росток                | Мекленбург-Передняя Померания |
| Pfälzisches Oberlandesgericht Zweibrücken  | Цвайбрюккен           | Рейнланд-Пфальц               |
| Oberlandesgericht Braunschweig             | Брауншвейг            | Нижняя Саксония               |
| Saarländisches Oberlandesgericht           | Саарбрюккен           | Саар                          |
| Hanseatisches Oberlandesgericht Bremen     | Бремен                | Бремен                        |

## Высшие земельные суды в Австрии
| Высший земельный суд        | Местонахождение | Земля                             |
| --------------------------- | --------------- | --------------------------------- |
| Oberlandesgericht Graz      | Грац            | Каринтия и Штирия                 |
| Oberlandesgericht Innsbruck | Инсбрук         | Форарльберг и Тироль              |
| Oberlandesgericht Linz      | Линц            | Зальцбург и Верхняя Австрия       |
| Oberlandesgericht Wien      | Вена            | Нижняя Австрия, Бургенланд и Вена |

## Высшие земельные суды Второго рейха, Веймарской республики и Третьего рейха
В Пруссии
- Высший земельный суд Кёнигсберга (Oberlandesgericht Königsberg) (Восточная Пруссия)
- Высший земельный суд Мариенвердера (Oberlandesgericht Marienwerder) (Западная Пруссия)
- Высший земельный суд Позена (Oberlandesgericht Posen) (Позен) (до 1919 года)
- Высший земельный суд Штеттина (Oberlandesgericht Stettin) (Померания)
- Высший земельный суд Бреслау (Oberlandesgericht Breslau) (Силезия, до 1919 года - Нижняя Силезия и Верхняя Силезия (до 1941 года))
- Высший земельный суд Каттовица (Oberlandesgericht Kattowitz) (Верхняя Силезия) (с 1941 года)
- Камерный суд (Kammergericht) (Бранденбург, с 1920 года - Бранденбург и Большой Берлин)
- Высший земельный суд Наумбурга (Oberlandesgericht Naumburg) (Саксония)
- Высший земельный суд Киля (Oberlandesgericht Kiel) (Шлезвиг-Гольштейн)
- Высший земельный суд Целле (Oberlandesgericht Celle) (Ганновер)
- Высший земельный суд Хамма (Oberlandesgericht Hamm) (Вестфалия)
- Высший земельный суд Кёльна (Oberlandesgericht Köln) (Рейнская провинция)
- Высший земельный суд Франкфурта-на-Майне (Oberlandesgericht Frankfurt am Main) (Гессен-Нассау)

В Мекленбурге
- Высший земельный суд Ростока (Oberlandesgericht Rostock)

В Саксонии
- Высший земельный суд Дрездена (Oberlandesgericht Dresden)

В Тюрингии
- Тюрингский высший земельный суд (Thüringer Oberlandesgericht)

В ганзейских городах
- Ганзейский высший земельный суд (Hanseatisches Oberlandesgericht)

В Ольденбурге
- Высший земельный суд Ольденбурга (Oberlandesgericht Oldenburg)

В Брауншвейге
- Высший земельный суд Брауншвейга (Oberlandesgericht Braunschweig)

В Гессене
- Высший земельный суд Дармштадта (Oberlandesgericht Darmstadt)

В Бадене
- Высший земельный суд Карлсруе (Oberlandesgericht Karlsruhe)

В Вюртемберге
- Высший земельный суд Штутгарта (Oberlandesgericht Stuttgart)

В Баварии
- Баварский высший земельный суд (Bayerisches Oberstes Landesgericht)
  - Высший земельный суд Мюнхена (Oberlandesgericht München)
  - Высший земельный суд Бамберга (Oberlandesgericht Bamberg)
  - Высший земельный суд Нюрнберга (Oberlandesgericht Nürnberg)
  - Высший земельный суд Аугсбурга (Oberlandesgericht Augsburg)
  - Высший земельный суд Цвайбрюккена (Oberlandesgericht Zweibrücken)

В Рейхсгау
- Высший земельный суд Позена (Oberlandesgericht Posen) (Рейхсгау Вартеланд) (с 1939 года)
- Высший земельный суд Данцига (Oberlandesgericht Danzig) (Рейхсгау Данциг-Западная Пруссия) (с 1939 года)
- Высший земельный суд Вены (Oberlandesgericht Wien) (Рейхсгау Вена, Рейхсгау Нижний Дунай) (с 1938 года)
- Высший земельный суд Инсбрука (Oberlandesgericht Innsbruck) (Рейхсгау Тироль-Форарльберг) (с 1938 года)
- Высший земельный суд Граца (Oberlandesgericht Graz) (Рейхсгау Штирия) (с 1938 года)
- Высший земельный суд Линца (Oberlandesgericht Linz) (Рейхсгау Верхний Дунай, Рейхсгау Зальцбург, Рейхсгау Каринтия) (с 1938 года)
- Высший земельный суд Лейтмерица (Oberlandesgericht Leitmeritz) (Рейхсгау Судетенланд) (с 1938 года)

## Высшие земельные суды в ГДР
- Камерный суд (Kammergericht) (Восточный Берлин и Бранденбург)
- Высший земельный суд Галле (Oberlandesgericht Halle) (Саксония-Анхальт)
- Высший земельный суд Геры (Oberlandesgericht Gera) (с 1950 года - Высший земельный суд Эрфурта (Oberlandesgericht Erfurt)) (Тюрингия)
- Высший земельный суд Шверина (Oberlandesgericht Schwerin)  (Мекленбург)
- Высший земельный суд Дрездена (Oberlandesgericht Dresden) (Саксония)